# Karel Leopold Klaudy
Karel Leopold Klaudy (ur. 20 grudnia 1822 w Taborze, zm. 11 lutego 1894 w Pradze) – czeski prawnik, nauczyciel akademicki i polityk, burmistrz Pragi w latach 1868–1869.

## Życiorys
Ukończył gimnazjum w Nowym Mieście. 
W 1844 roku uzyskał doktorat na Wydziale Prawa Uniwersytetu Karola, gdzie następnie pracował jako wykładowca. Podczas Wiosny Ludów był jednym z przywódców praskiej Legii Akademickiej, a następnie został wybrany do Sejmu Ustawodwaczego. Po rozwiązaniu Sejmu pracował jako sędzia w Przybramie, a następnie jako prywatny prawnik generała Franza Schlika, dzięki którego wstawiennictwu mógł od 1857 roku pracować jako prawnik w Jiczynie. 
W 1861 roku został wybrany do Rady Państwa i Sejmu Krajowego Królestwa Czech, z mandatu w Radzie Państwa zrezygnował w 1863, a w 1867 roku zrezygnował także z mandatu w Sejmie Krajowym. Od 1865 roku mieszkał w Pradze, niedługo później został wybrany do praskiej rady miejskiej, a w styczniu 1868 roku został wybrany burmistrzem Pragi. Podczas jego kadencji rozpoczęto budowę Teatru Narodowego w Pradze.
We wrześniu 1869 roku zrezygnował z funkcji burmistrza w proteście przeciwko zmianom w ordynacji wyborczej podczas wyborów uzupełniających do Sejmu Krajowego. Prawie natychmiast po rezygnacji został demonstracyjnie ponownie wybrany na burmistrza przez radę miasta, ale nie chciał dalej pełnić stanowiska.
W czerwcu 1879 roku został ponownie wybrany do Rady Państwa, podczas kadencji został jednak usunięty z czeskiego klubu parlamentarnego. W 1883 roku wycofał się z życia publicznego. Zmarł 11 lutego 1894 roku w Pradze. Został pochowany na Cmentarzu Olszańskim w Pradze